# A Bourne-hagyaték
A Bourne-hagyaték (eredeti cím: The Bourne Legacy) 2012-ben bemutatott amerikai akció-thriller, melynek forgatókönyvírója és rendezője Tony Gilroy. Ez a negyedik film a Robert Ludlum által írt Jason Bourne regény alapján. A főszerepet Jeremy Renner, Rachel Weisz, Edward Norton és Oscar Isaac alakítja. 
Az Amerikai Egyesült Államokban 2012. augusztus 10-én mutatták be, Magyarországon egy hónappal később szinkronizálva, szeptember 6-án az UIP-Dunafilm forgalmazásában.
A címszereplő Jason Bourne nem jelenik meg a filmben: az őt megformáló Matt Damon úgy döntött, nem tér vissza a negyedik filmhez, mivel nem Paul Greengrass a rendező. A film Bourne-t pusztán csak képeken mutatja be, és többször említik a nevét. Az első három film forgatókönyvírója, Tony Gilroy folytatta a filmsorozat történetét anélkül, hogy megváltoztatta volna kulcsfontosságú eseményeit, és A Bourne-hagyaték részei ugyanabban az időben zajlanak, mint az előző film, A Bourne-ultimátum (2007).
A filmet 2016-ban követte a Jason Bourne, melyet ismételten Damon és Greengrass jegyeznek.

## Cselekménye

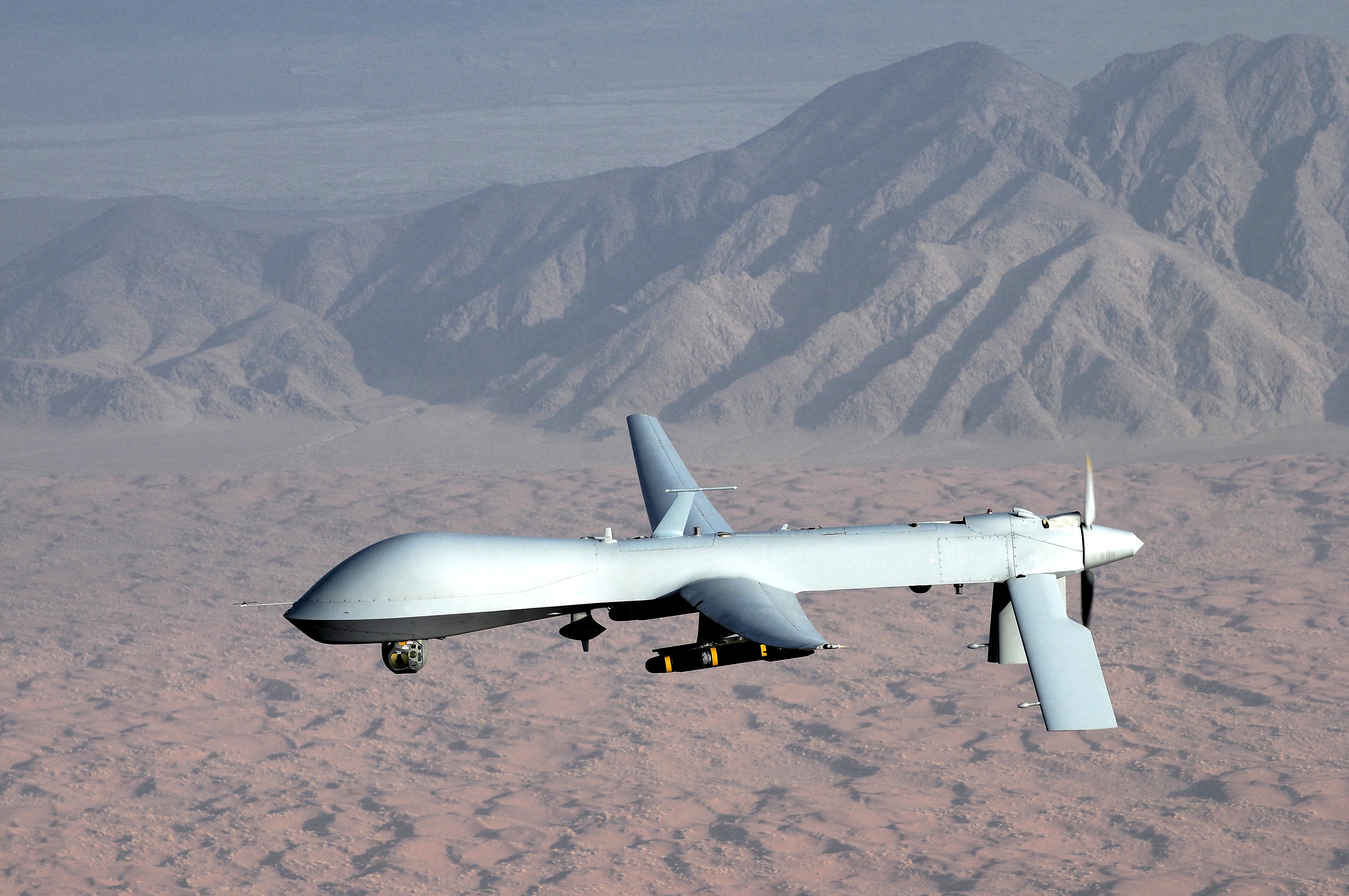
Predator, egy pilóta nélküli légi jármű, mint amilyen a Hagyatékban is szerepelt.

Hat héttel azután, hogy Jason Bourne megszökött Moszkvából A Bourne-csapda című filmben, Aaron Cross, a Védelmi Minisztérium Operation Outcome nevű titkos műveleti programjának egyik ügynöke Alaszkába kerül egy kiképzési gyakorlatra. Büntetésként, amiért elmulasztotta a kiképzést és négy napig nem adott magáról életjelet, kénytelen túlélni az időjárási szélsőségeket és átkelni a zord terepen, hogy egy távoli faházhoz érkezzen. A kunyhót egy száműzött Outcome-ügynök, a Hármas ügynök működteti, aki tájékoztatja Crosst, hogy két nappal megdöntötte a küldetési rekordot. Az Outcome ügynökeként Cross olyan kísérleti tablettákat, úgynevezett „chem”-eket használ, amelyek fokozzák használóik fizikai és szellemi képességeit.
Eric Byer, a légierő nyugdíjazott ezredese azt a feladatot kapja, hogy fékezze meg a Treadstone és Blackbriar programok leleplezésének következményeit. Az interneten felfedez egy potenciálisan botrányos videót, amelyen a Treadstone és a Outcome orvosi igazgatói, Albert Hirsch és Dan Hillcott találkozója látható. Hogy megakadályozza, a szenátusi nyomozók tudomást szerezzenek az Outcome-ról, Byer elrendeli a programmal kapcsolatban állók megölését, mivel az áldozatot elfogadhatónak tartja a következő generációs „bétaprogramok”, köztük a LARX nevű szuperkatona program védelmében.
Byer egy drónt vet be Cross és Hármas alaszkai likvidálására. Hármas-sal végez a drónból kilőtt rakéta, míg Crossnak sikerül elmenekülnie a drón elől és rádiófrekvenciás azonosítóját egy farkasnak adja át, amelyet aztán egy másik, a drón által kilőtt rakéta felrobbant, elhitetve Byerrel Cross halálát. A Sterisyn-Morlanta biogenetikai vállalatnál, amely a „chem” támogatását végzi, Dr. Donald Foite kutató egy kivételével lelövi az összes kollégáját a kutatólaboratóriumban. Miután az őrök sarokba szorítják, Foite saját maga ellen fordítja a fegyverét, így Dr. Marta Shearing biokémikus marad az egyetlen túlélő. A többi Outcome-ügynököt akkor likvidálják, amikor kezelőik új chemnek álcázott, mérgezett sárga tablettákat adnak nekik.
Négy szövetségi ügynöknek álcázott „D-Trac” bérgyilkos meglátogatja Shearinget a vidéki házában. Amikor a nő kijelenti, hogy Foite meggyőződése szerint kémiai agymosással érzelem nélküli gyilkossá tették, a bérgyilkosok megpróbálják megrendezni az öngyilkosságát, de Cross megöli őket. Shearing felfedi, hogy Cross egy személyre szabott vírussal genetikailag módosította magát, képessé válva fizikai előnyeit tartósan megőrizni, anélkül, hogy a továbbiakban szüksége lenne a zöld chemre. Az intelligenciája fenntartásához még mindig szüksége van a kék chem rendszeres adagjára, de az lassan kifogy. Cross elárulja neki, ő Kenneth J. Kitsom közlegény, akit állítólag egy improvizált robbanószerkezet ölt meg az iraki háborúban, és a toborzója tizenkét pontot adott hozzá az IQ-jához, így Cross megfelelt az Egyesült Államok hadseregének követelményeinek. Cross úgy véli, megnövelt intelligenciája nélkül nincs esélyük a túlélésre. 
Cross és Shearing Manilába utazik, ahol a vegyszereket gyártják. Céljuk megfertőzni őt egy másik vírussal, amely véglegessé teszi az intelligenciáját.
Cross és Shearing csellel bejutnak a Morlanta Pacific gyógyszergyárba és Shearing beadja Crossnak az élő vírustörzseket. Byer riasztja a gyár biztonsági szolgálatát, de elkerülik az elfogást. Byer ekkor utasítja a LARX-03-at, egy kémiailag agymosott szuperkatonát, hogy kövesse és ölje meg őket. Miközben Crossra a vírus által kiváltott influenzaszerű tünetek törnek rá, hallucinál az Outcome kiképzéséről. Amikor a rendőrség körülveszi a menedéküket, Shearing visszatér a gyógyszer vásárlásból, és látja a rendőrséget közeledni Crosshoz. Figyelmeztetést kiált Crossnak, aki ekkor elmenekül a rendőrök elől, majd később közbelép, mielőtt a rendőrök elfoghatnák a nőt és együtt ellopnak egy motorkerékpárt. Hosszas üldözés után Manila utcáin és piacterein keresztül lerázzák a rendőröket és megölik LARX-03-at. Shearing meggyőz egy filippínó hajóst, hogy segítsen nekik a tengeren keresztül elmenekülni.
New Yorkban Noah Vosen, a Blackbriar felügyelője hazudik a szenátusnak, azt állítva, a Blackbriart kizárólag Jason Bourne felkutatására hozták létre. Szerinte Pamela Landy igazgatóhelyettes árulást követett el, amikor Bourne-nak segített, és megpróbálta eladni a Treadstone-titkokat a sajtónak.

## Szereposztás
| Szerep                                 | Színész            | Magyar hang    |
| -------------------------------------- | ------------------ | -------------- |
| Aaron Cross / Kenneth J. Kitsom / Ötös | Jeremy Renner      | Stohl András   |
| Dr. Marta Shearing                     | Rachel Weisz       | Hámori Eszter  |
| Eric Byer ezredes                      | Edward Norton      | Kaszás Gergő   |
| Hármas                                 | Oscar Isaac        | Szabó Máté     |
| Dr. Albert Hirsch                      | Albert Finney      | Konrád Antal   |
| Noah Vosen                             | David Strathairn   | Bolla Róbert   |
| Pamela Landy                           | Joan Allen         | Spilák Klára   |
| Mark Turso                             | Stacy Keach        | Barbinek Péter |
| Ezra Kramer                            | Scott Glenn        | Kajtár Róbert  |
| Terrence Ward                          | Dennis Boutsikaris | Sörös Sándor   |
| Dita Mandy                             | Donna Murphy       | Antal Olga     |

## Fogadtatás
A film vegyes kritikákat kapott az értékelőktől, a kritikusok dicsérték a filmtörténetet, James Newton Howard pontszámát és Renner teljesítményét, de csalódást keltett Matt Damon hiánya a filmből, és a remegő kamerás munka hiánya (Greengrass rendezői stílusának egyik fontos eleme), melyet a második és harmadik filmben is használtak. A Metacritic oldalán a film értékelése 61% a 100-ból, ami 42 véleményen alapul. A Rotten Tomatoeson A Bourne-hagyaték 55%-os minősítést kapott 232 értékelés alapján.

## Forgatási helyszínek
A forgatás elsősorban New Yorkban zajlott, néhány jelenet pedig a Fülöp-szigeteken, Dél-Koreában, Pakisztánban és Kanadában volt.

## Médiakiadás
A Bourne-hagyaték DVD-n és Blu-ray lemezeken 2012. december 11-én jelent meg az Amerikai Egyesült Államokban és Kanadában. Magyarországon 2016. augusztus 5-én.